# فيتور دي باولا براغا
فيتور دي باولا براغا هو لاعب كرة قدم برازيلي في مركز حراسة المرمى، ولد في 23 نوفمبر 1953 في Pedro Leopoldo ‏ في البرازيل. لعب مع نادي كروزيرو.

## وصلات خارجية
- فيتور دي باولا براغا على موقع أوليمبيديا (الإنجليزية)